# Spyridōn Lampros
Spyridōn Lampros (in greco Σπυρίδων Λάμπρος?; Corfù, 1851 – Skopelos, 1919) è stato un politico greco, docente universitario di storia e brevemente primo ministro: dal 10 ottobre 1916 al febbraio 1917.

## Biografia
Era figlio di Paulos Lampros.
Dopo aver studiato a Londra, Parigi e Vienna iniziò ad insegnare storia e letteratura antica all'università di Atene.
Nel 1903 fondò un movimento accademico chiamato Neos Hellenomnemon che studiava gli sviluppi scientifici e filosofici del mondo di lingua greca durante l'epoca bizantina e ottomana.
Nell'ottobre 1916, durante il periodo dello scisma nazionale (caratterizzato dalla presenza di due governi: uno guidato da Eleutherios Venizelos con sede a Salonicco e un altro ad Atene presieduto da Costantino I) accettò l'incarico conferitogli dal re di formare un governo. Poco dopo una serie di proteste di piazza lo costrinsero alle dimissioni.
Dopo la caduta della monarchia, Lampros andò in esilio prima sull'isola di Idra e poi a Skopelos, dove morì.
Sua figlia, Lina sposò Panagīs Tsaldarīs (due volte primo ministro) e divenne la prima donna a ricoprire una carica di governo: nel 1956 venne nominata ministro degli Affari Sociali.